# Nattskatta
Nattskatta (Solanum nigrum) är en ettårig ört som finns över hela världen. I de skandinaviska länderna förekommer den bara på odlade ställen, kring gårdar, i trädgårdar och så vidare, ofta endast tillfälligt. På 1800-talet angavs det svenska namnet i botaniska böcker som Svart Solan, och regionala namnformer var Nattskategräs, Hansletsgräs och Trollbär..
Nattskatta är en lågväxt, ettårig och mörkgrön ört som kan bli en halv meter hög men är oftast lägre. Stjälken är grenig och trubbkantig, kal eller tilltryckt hårig. Bladen är spetsigt runda med hel kant. 
Den blommar under högsommaren med vita blommor som är ungefär 1 cm breda med gula ståndare. Frukten består av runda, svarta bär. I några länder konserveras bären i vinäger och serveras likt kapris, men likt flera andra potatisväxter har nattskattan en giftig frukt då bären är omogna och är gröna i färgen. Även de gröna bladen är giftiga och innehåller som de gröna bären ämnet solanin men ungblad och skott av nattskatta kan konsumeras efter förvällning. Solanin är vattenlösligt och förstörs genom kokning. Mogna lila-svarta bär innehåller betydligt mindre mängder solanin och kan därför ätas utan tillagning. Mogna bär av S. nigrum har ätits sedan urminnes tider.
Nattskattan är ovanlig men kan vara lokalt talrik. Den första fynduppgiften publicerades 1658 men den var känd redan under medeltiden (ca. år 500-1500). Den har använts som läkeväxt enligt Retzius 1806.
Det finns minst tre underarter till nattskatta:
- S. nigrum ssp. nigrum - Vanlig Nattskatta
- S. nigrum subsp. schultesii - Hårig Nattskatta
- S. nigrum subsp. vulgare - Saknar svenskt namn, är mer vanligt förekommande i kallare klimat, har lättare att sprida sig och dess blad kan vara mer skrynkliga jämfört med den typiska underarten

Några liknande arter i samma släkte har liknande namn: gul nattskatta, bägarnattskatta och klibbnattskatta. 